# Hans Jürgen Baden
 Hans Jürgen Baden (* 10. Dezember 1911 in Rotenburg (Wümme); † 18. November 1986 in Celle) war ein deutscher evangelischer Theologe.

## Leben
Hans Jürgen Baden studierte Evangelische Theologie und Philosophie in Greifswald, Tübingen und Göttingen. Von 1937 war er – mit vierjähriger Unterbrechung im Kriegsdienst – Pfarrer in Wienhausen. 1951 wechselte er in ein Pfarramt nach Hannover. Ab 1964 hatte er einen Lehrauftrag für Grenzgebiete zwischen Theologie und Literatur an der Universität Münster. 1968 wurde er zum Honorarprofessor ernannt.
Baden zählt „zu den bedeutendsten evangelischen Essayisten in der deutschen Gegenwartsliteratur“. Einem breiten Publikum wurde er als regelmäßiger Sprecher der ARD-Sendung Das Wort zum Sonntag bekannt.

## Ehrungen
- Ehrendoktor der Universität Münster

## Werke (Auswahl)
- Das religiöse Problem der Gegenwart bei Jakob Böhme. Leipzig 1939.
- Das Tragische. Berlin 1941.
- Mensch und Schicksal. Berlin 1943.
- Das Abenteuer der Wahrheit. Hamburg 1946.
- Der Sinn der Geschichte. Hamburg 1949.
- Der Standort des Menschen. Hamburg 1950.
- Das Schweigen. Gütersloh 1953.
- Grenzen der Müdigkeit. Gütersloh 1953.
- Ende und Anfang der Humanität. Gütersloh 1955.
- Neugier und Glaube. Gütersloh 1959.
- Gott im Detail. Gütersloh 1962.
- Der verschwiegene Gott. Gütersloh 1963.
- Die zweite Aufklärung. In: Heinz Zahrnt, Axel Seeberg (Hrsg.): Abschied vom Christentum?. Hamburg 1964, S. 15ff.
- Literatur und Selbstmord. Cesare Pavese. Klaus Mann. Ernest Hemingway. Klett, Stuttgart 1965.
- Der Aufstand des Einzelnen. Hamburg 1973
- Der Glaube des Dichters. Hamburg 1975
- Das Erlebnis Gottes. Was bedeutet uns die Erfahrung der Mystik? Herder, Freiburg im Breisgau 1981. ISBN 3-451-07853-8.